# Stopplaats Ede Gemeentehuis

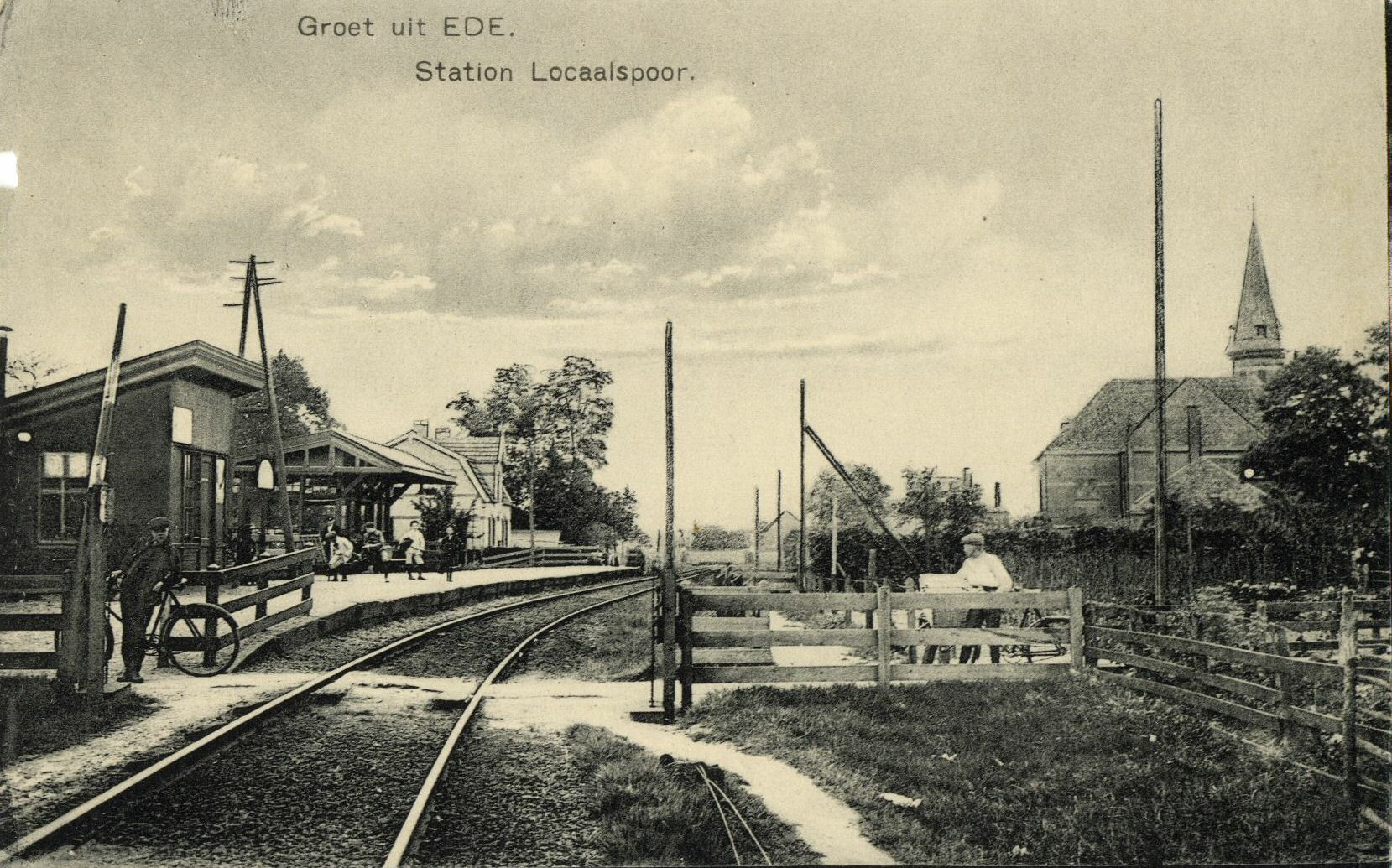
Halte Ede Gemeentehuis tussen 1905 en 1915

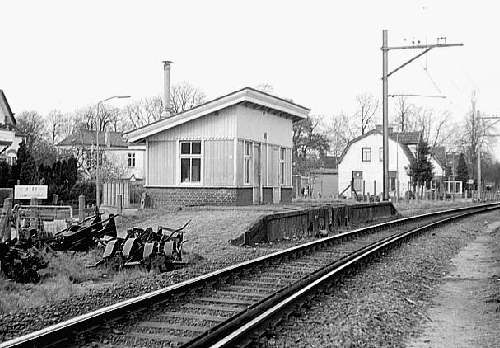
Station Ede-Gemeentehuis (1960)

Stopplaats Ede Gemeentehuis, of Ede - Halte Gemeentehuis is een voormalige halte aan de 
spoorlijn Nijkerk-Barneveld-Ede. De halte werd geopend op 1 mei 1902. Met ingang van de winterdienstregeling op 3 oktober 1937 werd de halte Ede-Gemeentehuis opgeheven.
Bij de halte stond van 1903 tot 1973 een houten onderkomen voor de overwegwachter. Van hieruit werden vijf overwegen bediend: die van de Brouwerstraat, Molenstraat, Amsterdamseweg, Bettekamperpad en het Molenpad.